# Broekhuizen (Hollande-Méridionale)
Pour les articles homonymes, voir Broekhuizen.
Broekhuizen est un hameau situé dans la commune néerlandaise de Gouda, dans la province de la Hollande-Méridionale.

## Histoire
Broekhuizen a fait partie de la commune de Broek de 1817 à 1870. De 1870 à 1964, Broekhuizen a appartenu à Waddinxveen.